# Seznam švedskih biatloncev
Seznam švedskih biatloncev.

## A
- Ronnie Adolfsson
- Olga Alifiravets
- Ingela Andersson
- Leif Andersson
- Ted Armgren
- Tobias Arwidson

## B
- Carl Johan Bergman
- Oskar Brandt
- Per Brandt
- Mona Brorsson

## E
- Christoffer Eriksson
- Tore Eriksson

## F
- Sven Fahlén
- Peppe Femling
- Björn Ferry
- Magdalena Forsberg

## G
- Daniel Gustavsson

## H
- Ella Halvarsson
- Elisabeth Högberg

## J
- Jenny Jonsson
- Magnus Jonsson

## L
- Åsa Lif
- Fredrik Lindström
- Mikael Löfgren

## M
- Anna Magnusson
- Elin Mattsson
- Sofia Myhr

## N
- Jesper Nelin
- Emma Nilsson
- Stina Nilsson

## O
- Elvira Öberg
- Hanna Öberg
- Sture Ohlin
- Holmfrid Olsson

## P
- Linn Persson
- Olle Petrusson
- Martin Ponsiluoma

## S
- Sebastian Samuelsson
- Johanna Skottheim
- Chardine Sloof
- Malte Stefansson
- Gabriel Stegmayr
- Torstein Stenersen
- Anna Karin Strömstedt

## W
- Eva-Karin Westin

## Z
- Anna Carin Zidek